# Liên minh Pháp-Nga

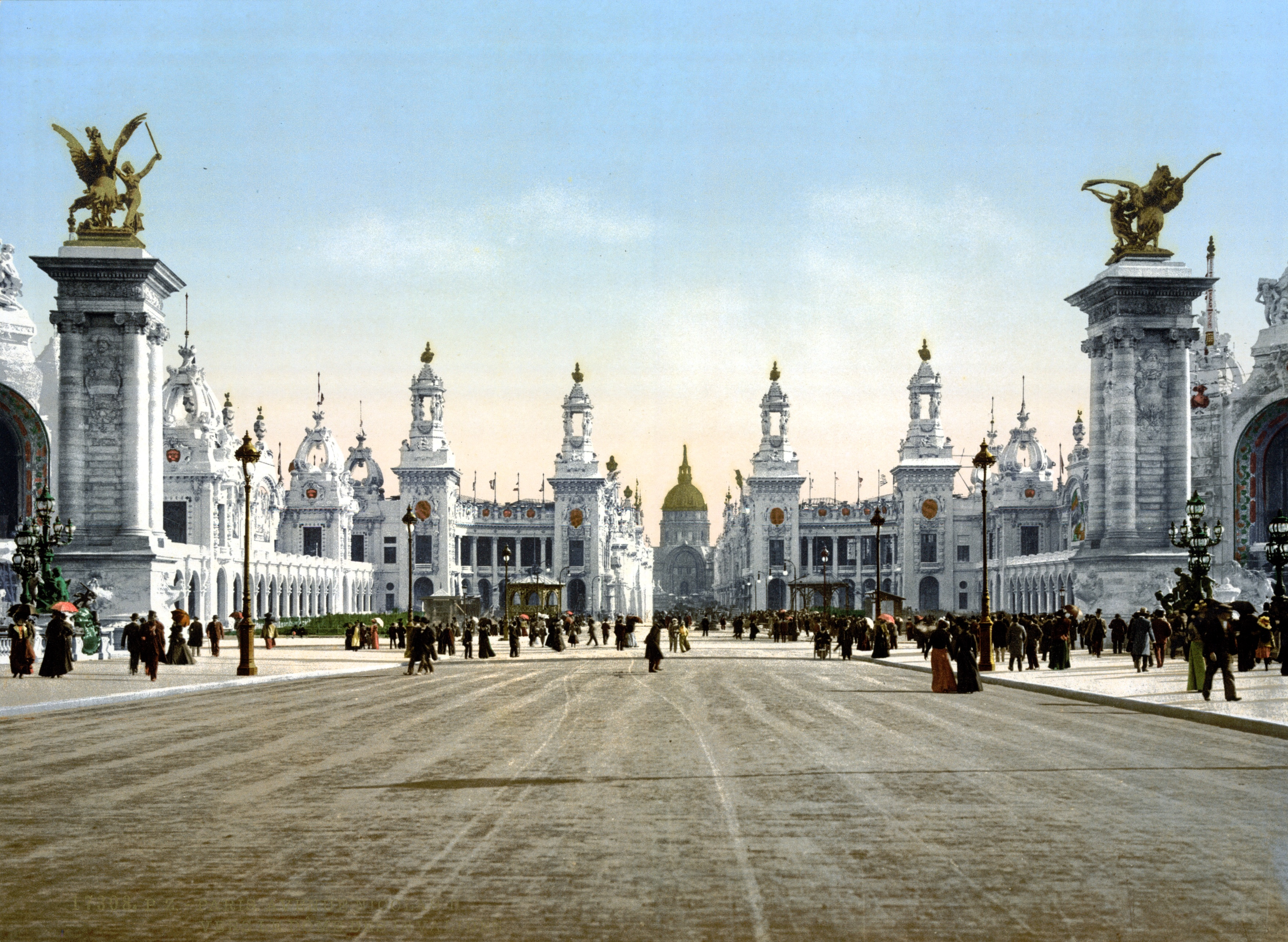
Biểu tượng cho liên minh Pháp-Nga: Cầu Alexandre III ở Paris và Cầu Trinity ở Sankt-Peterburg.

Liên minh Pháp-Nga là một liên minh được thiết lập qua bản thỏa thuận năm 1891-1893 giữa hai đế quốc Pháp và Nga kéo dài cho đến năm 1917, khi đế quốc Nga sụp đổ và chính quyền mới tuyên bố rút khỏi chiến tranh. Việc thiết lập liên minh này là hệ quả tất yếu từ sự lớn mạnh của đế quốc Đức, sự hình thành phe Trung Tâm và sự căng thẳng trong quan hệ Pháp-Đức, Nga-Đức cuối thập niên 1880. Sự ràng buộc về mặt tài chính giữa Pháp và Nga đã hình thành cơ sở kinh tế cho liên minh giữa hai cường quốc thế giới này.

## Lịch sử
Cơ sở cho sự hình thành liên minh Pháp-Nga bắt đầu từ sau chiến tranh Pháp-Phổ. Hiệp ước Frankfurt được ký kết năm 1871 buộc Pháp phải cắt vùng đất Alsace-Lorraine và bồi thường chiến phí cho Phổ, đất nước sau đó đã thành lập đế quốc Đức. Năm 1875, nhân sự kiện Đức đe dọa gây chiến với Pháp, Nga cùng với Anh đã tuyên bố ủng hộ Pháp bằng cách đe dọa can thiệp quân sự vào đế quốc Đức, buộc Đức phải chấm dứt tình trạng căng thẳng với Pháp. Năm 1876, thủ tướng Đức Otto von Bismarck đã không thành công trong việc thuyết phục người Nga đảm bảo sự thống trị của họ ở Alsace-Lorraine để đổi lấy sự ủng hộ của Đức đối với chính sách của Nga ở phương Đông. Năm 1877, khi mà căng thẳng giữa Đức với Pháp lại nổi lên, người Nga vẫn duy trì quan hệ với Pháp, tuy vậy sau cuộc Hội Đàm Berlin năm 1878, quan hệ Pháp-Nga đã xấu đi do chính sách đối ngoại của Pháp lúc này nhắm đến mục đích cải thiện quan hệ với Anh và Đức. Tình trạng này kéo dài đến năm 1885 thì quan hệ Pháp-Đức căng thẳng trở lại sau khi Pháp chính thức thiết lập nền bảo hộ ở Việt Nam. Đầu năm 1887, căng thẳng mới giữa Pháp-Đức nổi lên. Pháp đã tìm đến sự hỗ trợ từ chính phủ Nga. Trong một thỏa thuận bí mật giữa Đức với Nga, cả hai cường quốc đều duy trì tình trạng trung lập, trong đó Đức bảo vệ Áo và Nga bảo vệ Pháp.
Cuối thập niên 1880, sự khác biệt giữa hai nền kinh tế Nga và Đức ngày càng lộ rõ hơn. Việc khôi phục quan hệ chính trị Pháp-Nga đã giúp cho Nga nhận được nguồn vốn viện trợ từ Pháp. Cho đến đầu thập niên 1890, Nga trở thành con nợ lớn của Pháp. Căng thẳng trong quan hệ Nga-Đức, sự phục hồi Liên minh Trung Tâm năm 1891 và những đồn đoán về việc Anh sẽ gia nhập liên minh đã dẫn đến thỏa thuận chính trị giữa Nga và Pháp. Trong chuyến thăm của phi đội Pháp đến Kronstadt vào tháng 7 năm 1891, bản thỏa thuận được thêm vào trong cuộc trao đổi giữa bộ trưởng ngoại giao hai bên. Sự quan tâm đến một liên minh quân sự chặt chẽ của Pháp ngày càng rõ ràng đáng kể hơn cả phía Nga. Trên cơ sở kết quả các cuộc đàm phán, các tùy viên quân sự của hai bên đã ký kết hiệp định quân sự vào ngày 17 tháng 8 năm 1892 trợ giúp lẫn nhau trong sự kiện người Đức tấn công. Bằng một trao đổi thư từ vào ngày 27 tháng 12 năm 1893 và ngày 4 tháng 1 năm 1894, chính phủ hai nước thông báo phê chuẩn hiệp định quân sự này. Việc đó đã tạo lập nên liên minh quân sự-chính trị giữa hai nước, và cũng là lời đáp cho liên minh tam cường do Đức thành lập. Như vậy ở châu Âu đã hình thành hai khối đế quốc đối địch nhau.
Dựa vào hỗ trợ từ Nga, Pháp đã đẩy mạnh chính sách thuộc địa của mình. Sau mâu thuẫn Anh-Pháp ở Fashoda năm 1898, liên minh với Nga ngày càng được cải thiện hơn. Nga đã dựa vào liên minh với Pháp để thúc đẩy chính sách bành trướng của mình ở Mãn Châu trong thập niên 1890. Thời gian đầu của mối liên minh này thì Nga đóng vai trò chính, nhưng về sau khi các khoản nợ Nga vay từ Pháp ngày càng tăng dẫn đến việc Nga nhanh chóng phụ thuộc tài chính vào Pháp thì vai trò chính của liên minh chuyển sang Pháp.
Trước khi Chiến tranh thế giới thứ nhất diễn ra, sự hợp tác Pháp-Nga ngày càng trở nên mật thiết. Năm 1912, một bản quy ước hải quân giữa Pháp với Nga được ký kết. Cả hai nước cùng tham gia chiến tranh như một hệ quả từ hiệp ước liên minh. Điều này đã tạo ra ảnh hưởng lớn trong chiến tranh khi buộc Đức phải căng mình chiến đấu ở hai mặt trận ngay từ khi cuộc chiến bắt đầu. Đức đã thất bại trong trận Marne, dẫn đến sự phá sản của kế hoạch Schlieffen. Liên minh Pháp-Nga chấm dứt khi chính quyền Xô Viết được thiết lập năm 1917.

## Ảnh

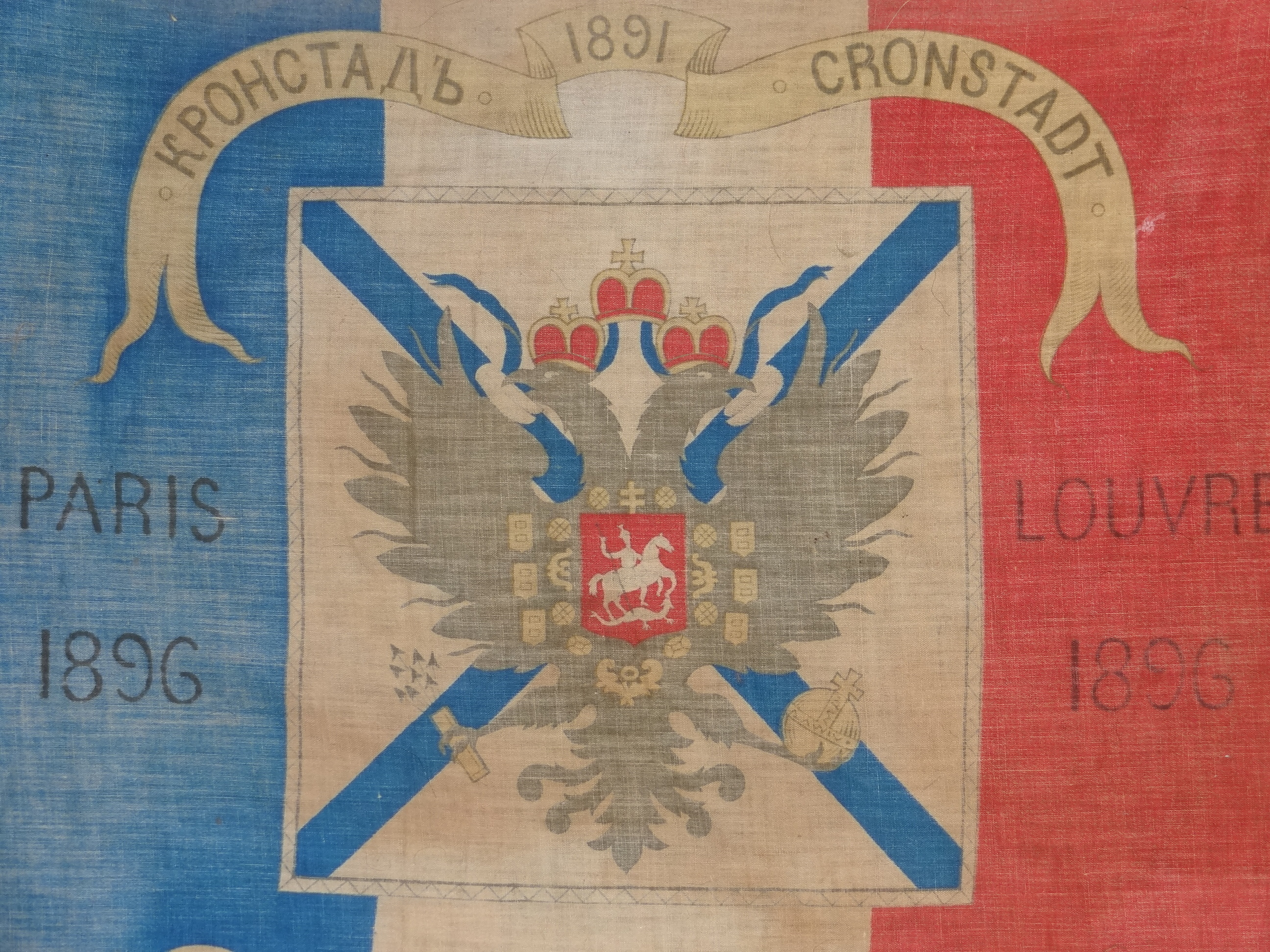
Cờ kỷ niệm liên minh Pháp-Nga
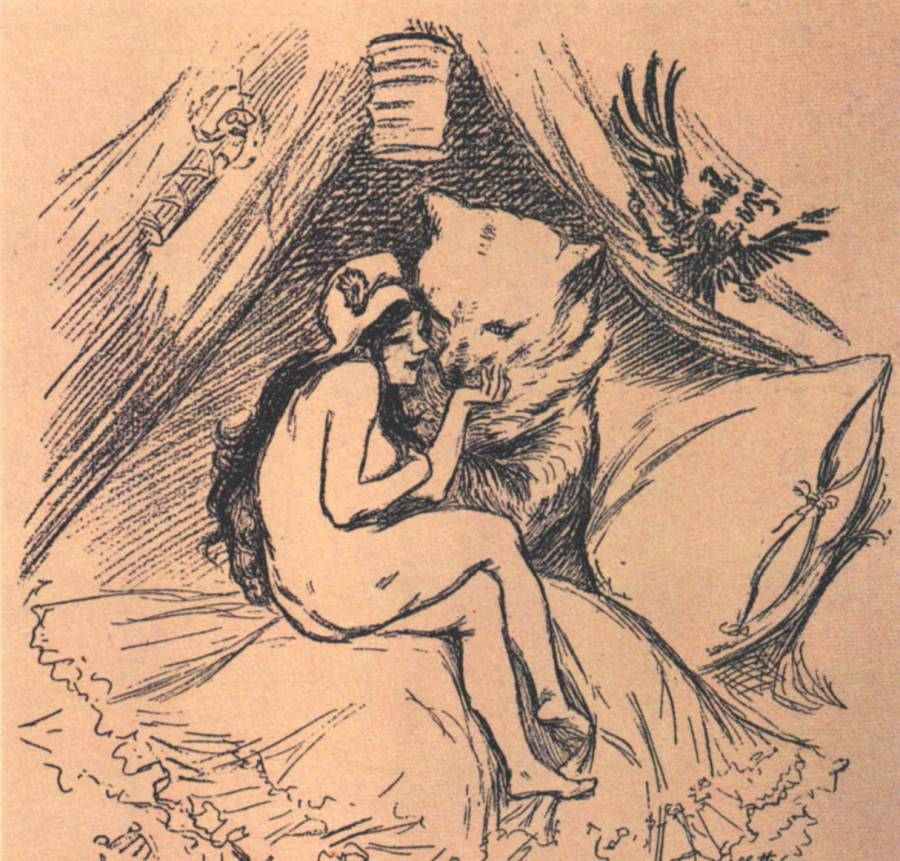
1893 phim hoạt hình chính trị miêu tả liên minh Pháp-Nga.Trong tranh là Marianne và gấu nga đang âu yếm nhau trên giường.
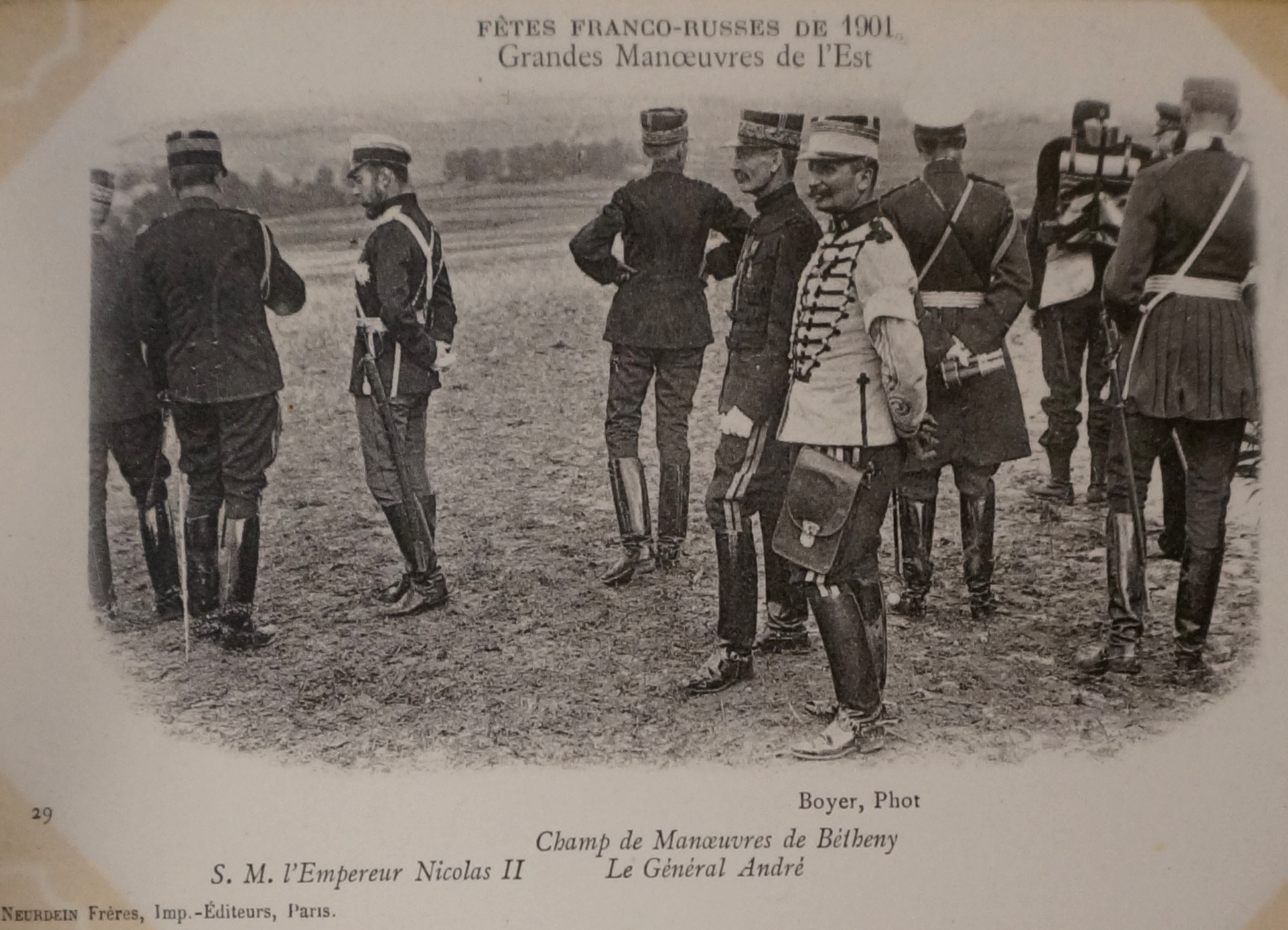
Nga Hoàng Nicholas II và Bộ trưởng Bộ chiến tranh Pháp.
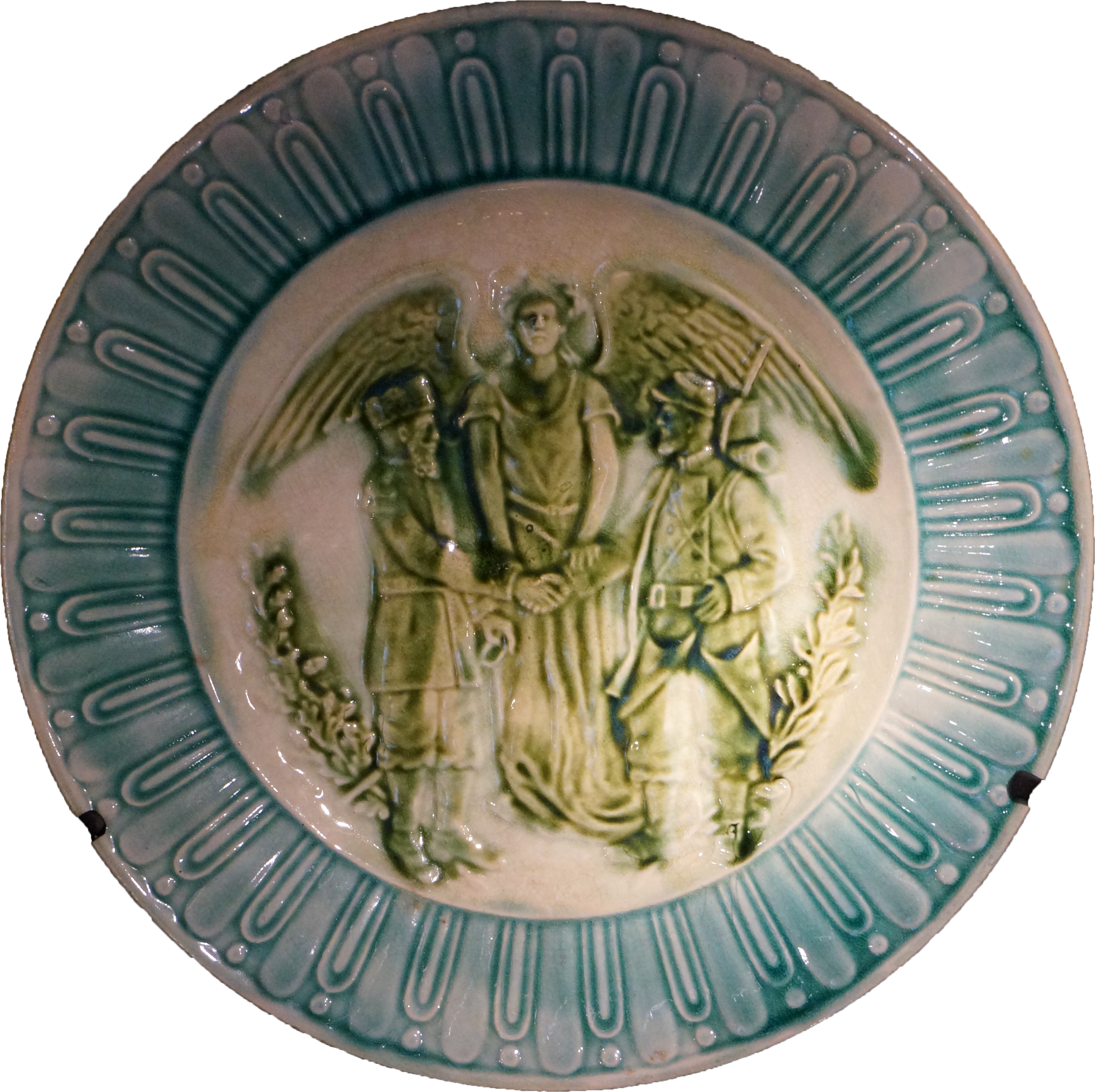
Đĩa tưởng niệm.